# Bunny Luv
Bunny Luv est une actrice et réalisatrice américaine de films pornographiques née le 12 septembre 1979 à Sacramento, Californie, États-Unis.

## Carrière
L'actrice commence à travailler pour l'industrie du film pornographique en 1999. En 2000 elle épouse Devan Sapphire, producteur et réalisateur du genre.
Depuis 2007, elle réalise des films pour Digital Playground sous le pseudonyme « Celeste ».

## Filmographie (partielle)
Les filmographies suivantes sont établies à partir des filmographies complètes se trouvant sur l'Internet Adult Film Database.

### Filmographie de l'actrice
| Parution | Titre de la vidéo                              | Producteur               | Réalisateur           | Notes                                                                               |
| -------- | ---------------------------------------------- | ------------------------ | --------------------- | ----------------------------------------------------------------------------------- |
| 1999     | 18 And Nasty 10                                | Devil's Film             | Josey Wales           |                                                                                     |
| 1999     | Barely Legal 1                                 | Hustler Video            | Clive McLean          |                                                                                     |
| 1999     | Barefoot Confidential 5                        | Kick Ass Pictures        | Mark Archer           | Saphisme                                                                            |
| 1999     | Barefoot Confidential 6                        | Kick Ass Pictures        | Mark Archer           | Masturbation                                                                        |
| 1999     | Carnal Secrets                                 | Knob/Ryder Entertainment | Rob Knob              | Saphisme                                                                            |
| 1999     | College Coed Cheerleaders                      | Sunshine Films           | Tony Martino          |                                                                                     |
| 1999     | Little White Chicks… Big Black Monster Dicks 3 | Jake Steed Productions   | Jake Steed            |                                                                                     |
| 1999     | Nasty Nymphos 27                               | Anabolic Video           | Christopher Alexander |                                                                                     |
| 1999     | Nineteen Video Magazine 30                     | Dane Productions         | Don Marque            | Saphisme                                                                            |
| 1999     | Lewd Conduct 6                                 | Diabolic Video           | Vince Vouyer          |                                                                                     |
| 1999     | Panty World 9                                  | Dane Productions         | Don Marque            | Saphisme                                                                            |
| 1999     | University Coeds 17                            | Dane Productions         | Don Marque            | Saphisme                                                                            |
| 1999     | Up And Cummers 68                              | Evil Angel               | Randy West            |                                                                                     |
| 1999     | No Man's Land 27                               | Video Team               | Tom Stone             | Saphisme                                                                            |
| 2000     | No Man's Land 31                               | Video Team               | Wes Emerson           | Saphisme                                                                            |
| 2000     | All Natural 3                                  | Rain Productions         | Mitch Spinelli        | Saphisme                                                                            |
| 2000     | Behind The Scenes 6                            | Odyssey                  | Tom Stone             |                                                                                     |
| 2000     | Devoured                                       | Ultimate Video           | Nicholas Steele       |                                                                                     |
| 2000     | Handjobs 5                                     | Wildlife                 |                       |                                                                                     |
| 2000     | Lipstick                                       | Sin City                 | Clive McLean          | Saphisme                                                                            |
| 2000     | Oral Consumption 1                             | Anabolic Video           | Khan Tusion           | Saphisme                                                                            |
| 2000     | Panty World 11                                 | Dane Productions         | Don Marque            | Saphisme                                                                            |
| 2000     | Pissy Girls                                    | Sunshine Films           |                       | Masturbation, Urophilie                                                             |
| 2000     | Sexevil                                        | Metro                    |                       |                                                                                     |
| 2000     | Taped College Confessions 9                    | Rain Productions         | Mitch Spinelli        |                                                                                     |
| 2000     | Trailer Trash Nurses 1                         | Legend Video             | Jerome Tanner         |                                                                                     |
| 2000     | Trailer Trash Nurses 2                         | Legend Video             | Jerome Tanner         |                                                                                     |
| 2000     | White Panty Chronicles 11                      | Rain Productions         | Mitch Spinelli        | Saphisme                                                                            |
| 2000     | University Coeds 25                            | Dane Productions         | Don Marque            | Saphisme                                                                            |
| 2001     | Barely Legal 12                                | Hustler Video            | Clive McLean          | Saphisme                                                                            |
| 2001     | Foot Lovers Only 4                             | Evil Angel               |                       | Compilation                                                                         |
| 2001     | From Bunny With Luv                            | Sinthetic Video          | Andrew Drake          |                                                                                     |
| 2001     | Panty World 13                                 | Dane Productions         | Don Marque            |                                                                                     |
| 2001     | Soloerotica 1                                  | Ninn Worx                | Michael Ninn          | Masturbation                                                                        |
| 2001     | Virtual Pornstar: Bunny Luv                    | Sinthetic Video          |                       |                                                                                     |
| 2001     | When The Boyz Are Away The Girlz Will Play 3   | Jill Kelly Productions   | Skye Blue             | Saphisme                                                                            |
| 2002     | The Villa                                      | Studio A Entertainment   | Andrew Blake          | Saphisme                                                                            |
| 2002     | Bella's Perversions 2                          | Sineplex                 | Belladonna            | Saphisme                                                                            |
| 2002     | Double O Blonde                                | VCA                      | Wit Maverick          |                                                                                     |
| 2002     | Floss                                          | VCA                      | Jim Holliday          | Saphisme                                                                            |
| 2002     | Menage A Trois                                 | VCA                      | Jack Vincennes        | Saphisme                                                                            |
| 2002     | Please Cum Inside Me 7                         | Evil Angel               |                       | Compilation                                                                         |
| 2002     | Young Girls' Fantasies 1                       | Hustler Video            | Clive McLean          | Saphisme                                                                            |
| 2003     | Dollhouse                                      | Studio A Entertainment   | Andrew Blake          | Saphisme                                                                            |
| 2003     | Barefoot Beauties                              | Bizarre Video            | Skye Blue             | Saphisme                                                                            |
| 2003     | Beat the Devil                                 | Digital Playground       | Robby D.              | Pas de scène de sexe                                                                |
| 2003     | Busty Beauties 4                               | Hustler Video            | Mark Kismet           | Saphisme                                                                            |
| 2003     | Deepthroat Virgins 6                           | Xplor Media Group        |                       |                                                                                     |
| 2003     | Jack's Playground 1                            | Digital Playground       | Robby D.              | Pas de scène de sexe                                                                |
| 2003     | Jack's Playground 2                            | Digital Playground       | Robby D.              | Pas de scène de sexe                                                                |
| 2003     | Jack's Playground 6                            | Digital Playground       | Robby D.              | Pas de scène de sexe                                                                |
| 2003     | Rub The Muff 8                                 | Rain Productions         | Mitch Spinelli        | Masturbation                                                                        |
| 2003     | Summer Camp Sun Bunnies                        | VCA                      | Jim Holliday          | Pas de scène de sexe                                                                |
| 2004     | All You Need is Luv                            | Hustler Video            |                       | Compilation                                                                         |
| 2004     | Jack's Playground 9                            | Digital Playground       | Robby D.              | Pas de scène de sexe                                                                |
| 2004     | Jack's Playground 11                           | Digital Playground       | Robby D.              | Pas de scène de sexe                                                                |
| 2004     | Jack's Playground 12                           | Digital Playground       | Robby D.              | Pas de scène de sexe                                                                |
| 2004     | Jack's Playground 13                           | Digital Playground       | Robby D.              | Pas de scène de sexe                                                                |
| 2004     | Jack's Playground 14                           | Digital Playground       | Robby D.              | Pas de scène de sexe                                                                |
| 2004     | Jack's Playground 15                           | Digital Playground       | Robby D.              | Pas de scène de sexe                                                                |
| 2004     | Jack's Playground 16                           | Digital Playground       | Robby D.              | Pas de scène de sexe                                                                |
| 2004     | Jack's Playground 20                           | Digital Playground       | Robby D.              | Pas de scène de sexe                                                                |
| 2004     | My First Love                                  | Jill Kelly Productions   |                       | Compilation                                                                         |
| 2004     | Ripe 10                                        | Forbidden Films          | Don Marque            | Saphisme                                                                            |
| 2004     | Ripe 23: Chandler                              | Forbidden Films          |                       | Compilation                                                                         |
| 2004     | Ripe 8: Alicia Rhodes                          | Forbidden Films          |                       | Compilation                                                                         |
| 2004     | Ripe 8: Alicia Rhodes                          | Forbidden Films          |                       |                                                                                     |
| 2004     | Teagan: Erotique                               | Digital Playground       | Celeste               | Film érotique sans scène de sexe. Bunny Luv a été à la fois actrice et réalisatrice |
| 2004     | Totally Natural Nymphos 7                      | Totally Tasteless Video  |                       |                                                                                     |
| 2005     | Jack's Playground 21                           | Digital Playground       | Robby D.              | Pas de scène de sexe                                                                |
| 2005     | Jack's Playground 22                           | Digital Playground       | Robby D.              | Pas de scène de sexe                                                                |
| 2005     | Jack's Playground 23                           | Digital Playground       | Robby D.              | Pas de scène de sexe                                                                |
| 2005     | Jack's Playground 24                           | Digital Playground       | Robby D.              | Pas de scène de sexe                                                                |
| 2005     | Up And Cummers 125                             | New Machine Publishing   | Randy West            |                                                                                     |

### Filmographie de la réalisatrice
| Parution | Titre de la vidéo             | Producteur         | Notes |
| -------- | ----------------------------- | ------------------ | --- |
| 2004     | Devon: Erotique               | Digital Playground | Masturbation, Sodomie, Saphisme                                                                             |
| 2004     | Story Of J                    | Digital Playground | Saphisme |
| 2005     | Devon: Decadence              | Digital Playground | Masturbation, Saphisme, Facial                                                                              |
| 2005     | Intoxicated                   | Digital Playground | Masturbation, Saphisme, Sodomie Avec Devon et 8 autres actrices Renferme la seule scène de sodomie de Devon |
| 2005     | Jesse Jane: All-American Girl | Digital Playground | Masturbation, Saphisme Avec Jesse Jane et 6 autres actrices                                                 |
| 2005     | Way of the Dragon             | Digital Playground | Avec 12 actrices                                                                                            |
| 2006     | Hot Rod for Sinners           | Digital Playground | Saphisme, 10 actrices                                                                                       |
| 2006     | Peek: Diary of a Voyeur       | Digital Playground | Saphisme, Sodomie                                                                                           |
| 2007     | Jana Cova in Blue             | Digital Playground | Saphisme, Sodomie 10 actrices                                                                               |
| 2007     | Jesse in Pink                 | Digital Playground | Saphisme, Sodomie, A2M Avec Jesse Jane et 5 autres actrices                                                 |
| 2007     | Jesse Jane: Scream            | Digital Playground | Saphisme, Sodomie, A2M Avec Jesse Jane et 6 autres actrices                                                 |
| 2007     | Jesse's Juice                 | Digital Playground | Masturbation, Sodomie, Saphisme Avec Jesse Jane, Cayton Caley, Katsuni, Naomi, Lacie Heart, Lux Kassidy     |
| 2007     | Sexual Freak 7: Stoya         | Digital Playground | Sodomie, A2M                                                                                                |
| 2007     | Shay Jordan: Scream           | Digital Playground | Sodomie, Facial Avec Audrey Bitoni, Cayton Caley, Hillary Scott                                             |
| 2008     | Jana Cova: Erotique           | Digital Playground | Saphisme, Sodomie 10 actrices                                                                               |
| 2008     | Jana Cova: Lust               | Digital Playground | Saphisme, Sodomie 8 actrices                                                                                |
| 2008     | Jesse Jane: Kiss Kiss         | Digital Playground | Sodomie Avec Jesse Jane et 5 autres actrices                                                                |
| 2008     | Katsuni: Minx                 | Digital Playground | Sodomie |
| 2008     | Sexual Freak 10: Katsuni      | Digital Playground | Sodomie, Facial Avec Katsuni, Lacie Heart, Micah Moore, Reena Sky, Shay Jordan                              |
| 2008     | Sexual Freak 9: Lacie         | Digital Playground | Avec Carmel Moore, Sammy Cruz, Shay Jordan                                                                  |
| 2008     | Shay Jordan: Juice            | Digital Playground | Pas de scène de sexe                                                                                        |
| 2008     | Stoya Atomic Tease            | Digital Playground | Sodomie |
| 2008     | Video Nasty 4: Katsuni        | Digital Playground | Sodomie Avec Katsuni et 6 autres actrices                                                                   |
| 2009     | Angelina Armani: Overcome     | Digital Playground | |
| 2009     | Belle                         | Digital Playground | Saphisme |
| 2009     | Jana Cova: Scream             | Digital Playground | Saphisme, Sodomie 8 actrices                                                                                |
| 2009     | Jana Cova's Juice             | Digital Playground | Saphisme 9 actrices                                                                                         |
| 2009     | Jesse Jane: Breathe Me        | Digital Playground | Avec Jesse Jane et 4 autres actrices                                                                        |
| 2009     | Shay Jordan: Leather and Lace | Digital Playground | Facial |
| 2009     | Sophia Santi in White         | Digital Playground | Saphisme |
| 2009     | Sophia Santi: Erotique        | Digital Playground | Saphisme, Sodomie                                                                                           |
| 2009     | Sophia Santi: Belle           | Digital Playground | Avec 7 autres actrices                                                                                      |
| 2009     | Stoya: Perfect Picture        | Digital Playground | |
| 2009     | Teagan: Erotique              | Digital Playground | Saphisme, Sodomie Avec Bunny Luv alias Celeste dans le DVD exclusivement et sans scène de sexe              |
| 2009     | You and Us                    | Digital Playground | Avec Katsuni et 3 autres actrices                                                                           |
| 2010     | Strict Machine                | Digital Playground | |

## Récompenses
- 2000 AVN Award : nommée Best New Starlet[4];
- 2002 AVN Award : nommée «  Best All-Girl Sex Scene – Video  » pour Fast Cars & Tiki Bars conjointement aux actrices Isabella Camille et Jezebelle Bond[5].